# Arló, Borsod-Abaúj-Zemplén
Arló este un sat în districtul Ózd, județul Borsod-Abaúj-Zemplén, Ungaria, având o populație de 3.920 de locuitori (2011). 

## Demografie
Componența etnică a satului Arló
     Maghiari (80,98%)
     Romi (18,77%)
     Necunoscut (0,07%)
     Alții (0,17%)
Componența confesională a satului Arló
     Romano-catolici (64,21%)
     Fără religie (6,96%)
     Necunoscută (27,09%)
     Alte religii (3,47%)
Conform recensământului din 2011, satul Arló avea 3.920 de locuitori. Din punct de vedere etnic, majoritatea locuitorilor (80,98%) erau maghiari, cu o minoritate de romi (18,77%). Apartenența etnică nu este cunoscută în cazul a 0,07% din locuitori.  Din punct de vedere confesional, majoritatea locuitorilor (64,21%) erau romano-catolici, cu o minoritate de persoane fără religie (6,96%). Pentru 27,09% din locuitori nu este cunoscută apartenența confesională.